# Sportverein Muttenz 1921
Lo Sportverein Muttenz 1921 è una società calcistica svizzera, con sede a Muttenz, nel Canton Basilea Campagna.
Fondata nel 1921 come indica anche il nome, ha raggiunto come massimo risultato il primo posto nel campionato di Prima Lega 1978-79, pur non accedendo alla categoria superiore in quanto sconfitto negli spareggi promozione dal FC Ibach. Il punto più basso viene raggiunto pochi anni dopo, nel 1984, con la retrocessione in Terza Lega, dalla quale ha saputo rialzarsi rapidamente.
Attualmente milita nella Seconda Lega interregionale, campionato di quinta divisione.

## Palmarès

### Competizioni interregionali
- Seconda Lega interregionale: 1

2004-2005 (gruppo 4)